# Uromyces koeleriae
Uromyces koeleriae ist eine Ständerpilzart aus der Ordnung der Rostpilze (Pucciniales). Der Pilz ist ein Endoparasit des Süßgrases Koeleria caucasica. Symptome des Befalls durch die Art sind Rostflecken und Pusteln auf den Blattoberflächen der Wirtspflanzen. Sie ist ein Endemit Aserbaidschans.

## Merkmale

### Makroskopische Merkmale
Uromyces koeleriae ist mit bloßem Auge nur anhand der auf der Oberfläche des Wirtes hervortretenden Sporenlager zu erkennen. Sie wachsen in Nestern, die als gelbliche bis braune Flecken und Pusteln auf den Blattoberflächen erscheinen.

### Mikroskopische Merkmale
Das Myzel von Uromyces koeleriae wächst wie bei allen Uromyces-Arten interzellulär und bildet Saugfäden, die in das Speichergewebe des Wirtes wachsen. Aecien oder Spermogonien der Art sind nicht bekannt. Die Uredien des Pilzes wachsen beid- oder überwiegend unterseitig auf den Wirtsblättern. Seine hell olivbraunen Uredosporen sind 23–27 × 16–19 µm groß, meist eiförmig bis ellipsoid und stachelwarzig. Die blattoberseitig wachsenden Telien der Art sind schwärzlich und bedeckt. Die braunen Teliosporen sind einzellig, in der Regel eiförmig und 18–29 × 14–21 µm groß. Ihre Stiele sind bräunlich und bis zu 19 µm lang.

## Verbreitung
Das bekannte Verbreitungsgebiet von Uromyces koeleriae umfasst lediglich Aserbaidschan.

## Ökologie
Die Wirtspflanze von Uromyces koeleriae ist Koeleria caucasica. Der Pilz ernährt sich von den im Speichergewebe der Pflanzen vorhandenen Nährstoffen, seine Sporenlager brechen später durch die Blattoberfläche und setzen Sporen frei. Die Art verfügt über einen Entwicklungszyklus, von dem bislang lediglich Telien und Uredien sowie deren Wirt bekannt sind; Spermogonien und Aecien konnten dem Pilz nicht zugeordnet werden.